# Lijst van meren in België
Dit is een lijst van meren in België
| Meer                                | Gewest                | Provincie/s                    | Franse naam                      | Duitse naam                      | Oppervlakte (ha) |
| ----------------------------------- | --------------------- | ------------------------------ | -------------------------------- | -------------------------------- | ---------------- |
| Bellewaerdevijver                   | Vlaanderen            | West-Vlaanderen                |                                  |                                  |                  |
| Blankaartvijver                     | Vlaanderen            | West-Vlaanderen                |                                  |                                  | 50               |
| Blokkersdijk                        | Vlaanderen            | Antwerpen                      |                                  |                                  | 50               |
| Damvalleimeer                       | Vlaanderen            | Oost-Vlaanderen                |                                  |                                  | 17               |
| Maasplas                            | Vlaanderen            | Limburg                        |                                  |                                  | 266              |
| De Ster-vijver (Sint-Niklaas)       | Vlaanderen            | Oost-Vlaanderen                |                                  |                                  | 20               |
| Dikkebusvijver                      | Vlaanderen            | West-Vlaanderen                |                                  |                                  | 36               |
| Donkmeer                            | Vlaanderen            | Oost-Vlaanderen                |                                  | Donkmeer                         | 86               |
| Egleghemvijver                      | Vlaanderen            | Antwerpen                      |                                  |                                  | 36               |
| Gavermeer                           | Vlaanderen            | West-Vlaanderen                |                                  |                                  | 54               |
| Gaverplas                           | Vlaanderen            | Oost-Vlaanderen                |                                  |                                  | 20               |
| Grand Large                         | Wallonië              | Henegouwen                     | Grand Large                      |                                  | 40               |
| Hazewinkel                          | Vlaanderen            | Antwerpen                      |                                  |                                  | 65               |
| Heerenlaakplas                      | Vlaanderen            | Limburg                        |                                  |                                  | 103              |
| Kessenichplas                       | Vlaanderen            | Limburg                        |                                  |                                  | 55               |
| Kraenepoel                          | Vlaanderen            | Oost-Vlaanderen                |                                  |                                  | 22               |
| Meer van de Gileppe                 | Wallonië              | Luik                           | Lac de la Gileppe                | Gileppe-Talsperre                | 130              |
| Meer van de Ry de Rome              | Wallonië              | Namen                          | Lac de Ry de Rome                |                                  | 25               |
| Meer van de Vierre                  | Wallonië              | Luxemburg                      | Lac de la Vierre                 |                                  | 35               |
| Meer van Bambois                    | Wallonië              | Namen                          | Étang de Bambois                 |                                  | 33               |
| Meer van Bütgenbach                 | Wallonië              | Luik                           | Lac de Butgenbach                | Stausee von Bütgenbach           | 120              |
| Meer van Eupen                      | Wallonië              | Luik                           | Lac d'Eupen                      | Eupener Stausee / Wesertalsperre | 126              |
| Meer van Genval                     | Vlaanderen / Wallonië | Vlaams-Brabant / Waals-Brabant | Lac de Genval                    |                                  | 18               |
| Meer van Neufchâteau                | Wallonië              | Luxemburg                      | Lac de Neufchâteau               |                                  | 6                |
| Meer van Nisramont                  | Wallonië              | Luxemburg                      | Lac de Nisramont                 |                                  | 47               |
| Meer van Robertville                | Wallonië              | Luik                           | Lac de Robertville               | Stausee von Robertville          | 62               |
| Meer van Virelles                   | Wallonië              | Henegouwen                     | Lac de Virelles                  |                                  | 125              |
| Meer van Warfaaz                    | Wallonië              | Luik                           | Lac de Warfaaz                   |                                  | 8                |
| Meren van de Eau d'Heure            | Wallonië              | Henegouwen / Namen             | Lacs de l'Eau d'Heure            |                                  | 617              |
| Miramar                             | Vlaanderen            | Antwerpen                      |                                  |                                  | 80               |
| Nekkerspoel                         | Vlaanderen            | Antwerpen                      |                                  |                                  | 30               |
| Opvangbekken Coo-Trois-Ponts        | Wallonië              | Luik                           | Bassin infétieur Coo-Trois-Ponts |                                  | 71               |
| Putten van Walem / Spildoornvijvers | Vlaanderen            | Antwerpen                      |                                  |                                  | 16               |
| Rauwse Meer                         | Vlaanderen            | Antwerpen                      |                                  |                                  | 133              |
| Roksemput                           | Vlaanderen            | West-Vlaanderen                |                                  |                                  | 40               |
| Sint-Pietersplas (Brugge)           | Vlaanderen            | West-Vlaanderen                |                                  |                                  | 16               |
| Vijvers van Bosvoorde               | Brussel               | —                              | Étangs de Boitsfort              |                                  |                  |
| Vijvers van Elsene                  | Brussel               | —                              | Étangs d'Ixelles                 |                                  |                  |
| Vijvers van Hofstade                | Vlaanderen            | Vlaams-Brabant                 |                                  |                                  | 60               |
| Zegemeer                            | Vlaanderen            | West-Vlaanderen                |                                  |                                  |                  |
| Zillebekevijver                     | Vlaanderen            | West-Vlaanderen                |                                  |                                  | 28               |
| Zilvermeer                          | Vlaanderen            | Antwerpen                      |                                  |                                  | 5                |
| Schulensmeer                        | Vlaanderen            | Limburg                        |                                  |                                  | 95               |